# Aphaenogaster depressa
Aphaenogaster depressa é uma espécie de inseto do gênero Aphaenogaster, pertencente à família Formicidae.